# Antwerpen (district)
Het huidige district Antwerpen, binnen de gelijknamige stad Antwerpen, op zijn beurt nog eens binnen de gelijknamige provincie Antwerpen, bevat het oorspronkelijke Antwerpen zoals het bestond voor 1958, toen Antwerpen de toenmalige gemeenten Berendrecht, Zandvliet en Lillo annexeerde. Op 1 januari 2019 werd een stuk van het district onder het postnummer 2030 aan het district Ekeren doorgegeven.

## Toponymie
Het toponiem van Antwerpen is etymologisch en archeologisch te verklaren uit de naam die gegeven werd aan de plaats van de eerste nederzetting bij de ‘anda uerpa’, wat eigenlijk Germaans is voor ‘aangeworpen gronden’ (in een bocht van de rivier).
Een 15e-eeuwse sage vertelt dat in het land van de Schelde omstreeks het begin van onze tijdrekening een reus, Druon Antigoon, heerste, die van elke schipper een zware tol eiste. Wanneer deze weigerde te betalen, werd hem de hand afgehakt. Een Romeinse krijger, Silvius Brabo, bevocht, overwon en doodde de reus, hakte zijn hand af en wierp hem in de Schelde. Het bevrijde volk noemde de stad Antwerpen (van handwerpen).

## Geschiedenis

### Middeleeuwen
Gedurende de middeleeuwen bereikt de stad het hoogtepunt van zijn economische macht, onder Keizer Karel V. Tegelijk met de handel bloeit ook de nijverheid: diamantbewerking, boekdrukkerijen, suikerraffinaderijen, etc. De Onze-Lieve-Vrouwekathedraal, waarvan de bouw startte in 1352, wordt voltooid. Ook de burgerlijke bouwkunst brengt interessante gebouwen voort, zoals het Stadhuis, het Vleeshuis, het Hessenhuis, etc.

### Ancien Régime
Een kentering in het succes komt omstreeks het midden van de 16e eeuw met de razernij van de beeldenstorm en de Spaanse furie. Het sluiten van de Schelde voor het scheepsverkeer naar en van de zee, op het einde van de 16e eeuw, betekent het einde van de overweldigende internationale rol van de havenstad.
Met het Verdrag van Münster, in 1648, dat de onafhankelijkheid van de noordelijke provincies waarborgt, verdwijnt de laatste hoop om de Schelde terug te openen. Antwerpen wordt echter een regionaal centrum waar nog druk gehandeld wordt.
In de 19e eeuw ziet Napoleon Bonaparte het belang van Antwerpen echter als een ‘pistool op het hart van Engeland’ en laat dokken graven voor een oorlogsmarinebasis.

### Moderne Tijd
Deze dokken waren de eerste aanzet van geweldige havenuitbreidingen, ondernomen in de tweede helft van de 19e eeuw en in de 20e eeuw. Pas in 1863 regelt een internationaal verdrag het afkopen van de Scheldetol en maakt de vaart op de stroom terug volledig vrij. Op het einde van de 19e eeuw worden de Scheldekaaien rechtgetrokken, wat het slopen van een deel van het oudste stadsdeel met zich meebracht.
Door het uitbreiden van, de stad worden nieuwe straten, lanen maar ook openbare gebouwen aangelegd, zoals het gerechtshof, de Nationale Bank,
De 20e eeuw zorgde voor vooruitgang. Hoewel onderbroken door twee wereldoorlogen, is het stadsgrondgebied aangegroeid en dit vooral met het oog op voortdurende havenuitbreiding. Zo werden op 22 maart 1929 de voormalige gemeenten Oosterweel, Oorderen en Wilmarsdonk plus nog enkele gedeelten van Ekeren, Merksem, Hoevenen en Lillo bij Antwerpen gevoegd. In 1958 werden de gemeenten Lillo, Berendrecht en Zandvliet bij Antwerpen gevoegd.
Bij de grote fusie in 1983 werd het district Berendrecht-Zandvliet-Lillo van het district Antwerpen gescheiden.

## Geografie

### Wijken in het district Antwerpen

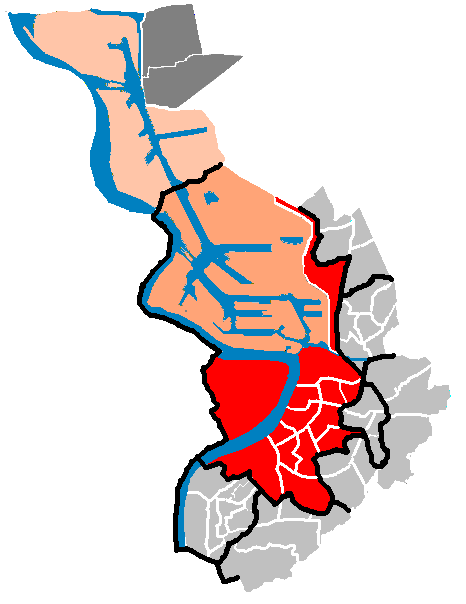
De wijken van Stad Antwerpen in het rood. Het lichtoranje gedeelte bovenaan hoort bij het district Berendrecht-Zandvliet-Lillo. Het donkeroranje is het voormalige Oosterweel-Oorderen-Wilmarsdonk

Zie ook Lijst van wijken van Antwerpen#District_Antwerpen
Het district Antwerpen van de Stad Antwerpen bestaat administratief uit 22 wijken.
In de volksmond zijn er echter nog talloze andere benamingen in omloop:
- Antwerpen Noord
  - buurten: Stuivenberg, Seefhoek, Amandus-Atheneum, Chinatown
- Centraal Station
  - buurten: Kievitwijk, Diamant, Statiekwartier, Joods Antwerpen
- Dam (Antwerpen)
- Eilandje
- Haringrode
- Harmonie
- Historisch Centrum
- Kiel
- Linkeroever
- Luchtbal
- Markgrave
- Meir
- Middelheim
- Schipperskwartier (eerste wijk)
- Sint-Andries (vierde wijk)
- Stadspark
- Tentoonstellingswijk
- Theaterbuurt, ook wel Quartier Latin genoemd (derde wijk)
- Universiteitsbuurt (tweede wijk)
- Zurenborg
- Het Zuid, werd opgedeeld in:
  - Zuid-Museum
  - Brederode

### Postnummers
Het district Antwerpen telt (samen met Berendrecht-Zandvliet-Lillo) de volgende postnummers:
- 2000 Antwerpen 0 - Centrum, dit is de oude kernstad, gelegen tussen de Scheldekaaien en de Leien, met de vier historische kwartieren: 1 (Schipperskwartier), 2 (Stadswaag, Paardenmarkt etc.), 3 (Theaterkwartier etc.) en 4 (Sint-Andrieskwartier), en nog twee bijkomende wijken: het Eilandje en Zuid-Museum.
- 2018 Antwerpen 1 - Zuid , gelegen ten oosten van de Leien en ten zuiden van de Gemeentestraat en de Carnotstraat (N12), met onder andere de wijken Klein-Antwerpen, Statiekwartier, Markgrave (De Ley, Sint-Laureys), Zuid-Brederode, Haringrode, Zurenborg etc.
- 2020 Antwerpen 2 - Kiel, gelegen ten zuiden van de Singel en de Ring, met onder andere het Kiel, de Tentoonstellingswijk en het Nachtegalenpark.
- 2030 Antwerpen 3 - Luchtbal, het Havengebied waaronder de voormalige gemeenten Oosterweel, Oorderen en Wilmarsdonk en de nog bestaande wijk Luchtbal. (De wijken Rozemaai en Schoonbroek en de gebieden Oude Landen, Muisbroek en Bospolder-Ekers moeras zijn op 1 januari 2019 naar 2180 Ekeren overgegaan).
- 2040 Antwerpen 4 - Berendrecht-Zandvliet-Lillo, in 1958 bij Antwerpen aangehecht, in 1983 gefuseerd en in 2001 met een eigen gekozen districtsraad.
- 2050 Antwerpen 5 - Linkeroever, in 1923 aangehecht uit delen van Zwijndrecht en Burcht.
- 2060 Antwerpen 6 - Noord, gelegen ten oosten van de Leien en ten noorden van de Gemeentestraat en de Carnotstraat (N12), met bekende wijken als De Bilzen, Sint-Amandus, Dambrugge (destijds ook als Sint-Job bekend), Dam, Seefhoek, Stuivenberg, Faboert etc.

## Demografie
Het district Antwerpen is 8.730 ha groot en telde 194.229 inwoners in 2022. Volgens de districtswet mag een stedelijk district met meer dan 100.000 inwoners zich in kleinere districten (bijvoorbeeld 2050 Linkeroever) opdelen. Alleen is dit sinds 1983 voor het resterende district Antwerpen nog nooit gebeurd. Er werd wel met Ekeren overeengekomen dat begin 2019 de Edisonwijk, Rozemaai en Schoonbroek plus nog enkele aangrenzende gebieden zoals de Oude Landen en het Ekers Moeras terug naar Ekeren keerden alsook dat het gehele gebied Muisbroek (Ekerse Putten) en Bospolder grondgebied Ekeren werd. Op de Antwerpse gemeenteraad van 25 januari 2016 werd de gewenste grenscorrectie tussen de districten Antwerpen en Ekeren goedgekeurd. Sinds 1 januari 2019 telt het district Antwerpen dan ook ongeveer 375 ha en zo'n 5000 inwoners minder.

## Politiek

### Structuur
Het district Antwerpen maakt deel uit van de stad Antwerpen. Deze ligt in het kieskanton Antwerpen is identiek aan het provinciedistrict Antwerpen en ligt in het kiesarrondissement Antwerpen en de kieskring Antwerpen.
| Antwerpen        | Antwerpen        | Supranationaal         | Nationaal                         | Nationaal           | Gemeenschap         | Gewest              | Provincie           | Arrondissement  | Provinciedistrict | Kanton          | Gemeente        | District         |
| ---------------- | ---------------- | ---------------------- | --------------------------------- | ------------------- | ------------------- | ------------------- | ------------------- | --------------- | ----------------- | --------------- | --------------- | ---------------- |
| Administratief   | Niveau           | Europese Unie          | België                            | België              | Vlaanderen          | Vlaanderen          | Antwerpen           | Antwerpen       | Antwerpen         | Antwerpen       | Antwerpen       | Antwerpen        |
| Administratief   | Bestuur          | Europese Commissie     | Belgische regering                | Belgische regering  | Vlaamse regering    | Vlaamse regering    | Deputatie           | Deputatie       | Deputatie         | Deputatie       | Gemeentebestuur | Districtscollege |
| Administratief   | Raad             | Europees Parlement     | Kamer van volksvertegenwoordigers | Vlaams Parlement    | Vlaams Parlement    | Vlaams Parlement    | Provincieraad       | Provincieraad   | Provincieraad     | Provincieraad   | Gemeenteraad    | Districtsraad    |
| Kiesomschrijving | Kiesomschrijving | Nederlands Kiescollege | Kieskring Antwerpen               | Kieskring Antwerpen | Kieskring Antwerpen | Kieskring Antwerpen | Kieskring Antwerpen | Antwerpen       | Antwerpen         | Antwerpen       | Antwerpen       | Antwerpen.       |
| Verkiezing       | Verkiezing       | Europese               | Federale                          | Federale            | Vlaamse             | Vlaamse             | Provincieraads-     | Provincieraads- | Provincieraads-   | Provincieraads- | Gemeenteraads-  | Districtsraads-  |

#### Districtscollege
| Districtscollege    | Districtscollege |
| ------------------- | --- |
| Districtsvoorzitter | Paul Cordy (N-VA) |
| Districtsschepenen  | 1. Charlie Van Leuffel (N-VA) 2. Samuel Markowitz (N-VA) 3. Ludo Van Campenhout (N-VA) 4. Fatima Ezzarhouni (Vooruit) 5. Vincent Gysels (CD&V) |

#### Districtsraad
De Antwerpse districtsraad bestaat uit 33 zetels.
De districtsraad heeft beslissingsbevoegdheid over sport-, jeugd-, cultuur- en seniorenbeleid. Ook over de communicatie van het district, de feestelijkheden en een gedeelte van de straat- en groenwerken kan de districtsraad beslissingen nemen. Over de andere domeinen kan de districtsraad adviezen geven.

### Geschiedenis

#### (Voormalige) Districtsvoorzitters
| Tijdspanne | Tijdspanne   | Burgemeester          |
| ---------- | ------------ | --------------------- |
|            | 2001 - 2006  | Stephan Bogaert (VLD) |
|            | 2007 - 2012  | Chris Anseeuw (sp.a)  |
|            | 2013 - 2015  | Zuhal Demir (N-VA)    |
|            | 2016 - heden | Paul Cordy (N-VA)     |

#### Legislatuur 2001 - 2006
De eerste rechtstreeks verkozen districtsraad werd verkozen op 8 oktober 2000, en startte op 1 januari 2001. Ze telt sindsdien 33 zetels.
Districtsvoorzitter was Stephan Bogaert, met als districtscollege Chris Anseeuw, Lieve Stallaert, Herman De Bleser en Jan Somers.
Voorts bestond de districtsraad uit: Hilde De Lobel, Jules Neel, Tilly Fertin, Frank Mariëns, Mimount Bousakla, Ivonne Julliams, Mesut Yucel, Ilse van Dienderen, Frank Reniers, Anne Poppe, Josy Legiers, Koen Calliauw, Lieve Janssens, Guido Daems, Paul De Vroey, Jan Somers, Paul Fleerackers, Christian Floru, Luc Dieudonné, Bart Vercruyssen, Annick De Ridder, Karin Møller, Mariette Schillemans, Mohammad Reza, Najd Javadi Pour, Patricia Meeusen, Chantal Coolen, Brigitte Jacobs, Albert Schepens, Lieve Stallaert, Mohammad Reza Najd Javdi Pour, Patricia Meeusen, Brigitte Jacobs en Karl De Groodt. Secretaris was Jos Bergmans.

#### Legislatuur 2007 - 2012
Na afloop van de districtsverkiezingen werd door Eduard Verlinden van de Nieuwe Partij een verzoekschrift ingediend voor ongeldigverklaring / uitschrijven van nieuwe verkiezingen. Dit verzoek werd echter onontvankelijk verklaard.

#### Legislatuur 2013 - 2018
In de aanloop naar de verkiezingen van 14 oktober 2012 sloten CD&V en sp.a een akkoord over een gemeenschappelijke kieslijst. Wel werd daarbij benadrukt dat er na de verkiezingen twee fracties gevormd zouden worden. De andere partijen trokken afzonderlijk naar de kiezer. Lijsttrekkers waren respectievelijk zittend districtsvoorzitster Chris Anseeuw (sp.a-CD&V), Zuhal Demir (N-VA), Willem-Frederik Schiltz (Open Vld), Lieve Stallaert (Groen), Gerolf Annemans (Vlaams Belang) en voormalig BSV-gemeenteraadslid Nadine Peeters (PVDA). Opmerkelijk was dat in het district daarnaast ook tal van andere landelijk bekende politici de lijsten sierden.  Zo was Bruno Valkeniers lijstduwer voor het Vlaams Belang en Ludo Van Campenhout voor N-VA. Bij Open Vld was de lijstduwer Annemie Turtelboom, bij Groen Bart Staes en bij sp.a-CD&V ten slotte Patrick Janssens. Andere bekende namen waren die van Maya Detiège en Philip Heylen (beide op de sp.a-CD&V-lijst), strafpleiter Vic Van Aelst (N-VA), Véronique De Gucht (zus van Karel De Gucht) en Samuel Markowitz (beide Open Vld), een bekend figuur uit de orthodoxe joodse gemeenschap.
De coalitie werd gevormd door N-VA, Groen en Open Vld, samen goed voor 17 van de 33 zetels. Districtsvoorzitter was Zuhal Demir, met als districtscollege Willem-Frederik Schiltz (Open Vld), Lieve Stallaert, Tom Van den Borne (beide Groen) en Paul Cordy (N-VA). Op verloren maandag 12 januari 2015 maakte Willem-Frederik Schiltz plaats voor Samuel Markowitz (Open Vld). Begin januari 2016 werd districtsvoorzitster Zuhal Demir opgevolgd door Paul Cordy, deze werd op zijn beurt als districtsschepen vervangen door Cordula Van Winkel (N-VA).
Voorts bestond de districtsraad uit Marco Laenens (voorzitter districtsraad), Adrjen Boeckmans, Paul Struyf, Jan van der Vloet, Marita Wuyts, Inneke De Vos, Nanouchka Nan Khoshki Langheroudi (allen N-VA), Morad Ramachi, Hussain Syed Riaz (beide Groen), Christophe Wuyts (Open Vld), Karima Amaliki, Nadine Peeters, Ilona Van Looy (allen PVDA), Chris Anseeuw, Paula De Bie, Anton Geerts, Jan Kruyniers, Tatjana Scheck, Catherine Van de Heyning, Sener Ugurlu, Annie Bwatu Nkaya (allen sp.a), Dirk Vanlommel, Ann Vylders (beide CD&V), Lutgart van Craenenbroeck, Philip Maes, (allen Vlaams Belang) en Nicolas De Wilde (verkozen voor Vl.Belang, maar vanaf juni 2014 zetelend als onafhankelijke). In november 2014 nam Hussain Syed Riaz ontslag als raadslid, hij werd opgevolgd door Regina Verstraeten. In december 2015 namen Annie Bwatu Nkaya en Philip Maes ontslag als districtsraadslid, ze werden respectievelijk opgevolgd door Johan Robyns (CD&V) en Sandy Neel (Vl.Belang).

#### Legislatuur 2019 - 2024
Na de verkiezingen van 14 oktober 2018 werd dezelfde meerderheidscoalitie van 2013 voortgezet met Paul Cordy (N-VA) als districtsburgemeester. De meerderheid bestond uit Groen, N-VA en Open Vld met 21 zetels op 33 zetels. Dat is 4 zetels meer dan de vorige meerderheid. De 12 oppositiezetels werden verdeeld onder PVDA+, sp.a (sinds 2021 Vooruit), CD&V, VB en nieuwkomer D-SA.

#### Legislatuur 2025 - 2030
Het district wordt bestuurd door een coalitie van N-VA, Vooruit en CD&V, een meerderheid van 18 op 33 zetels. Paul Cordy (N-VA) bleef districtsburgemeester. De oppositie bestaat met 15 zetels uit PVDA, Groen, Vlaams Belang en Open Vld.

#### Resultaten districtsverkiezingen sinds 2000
| Partij of kartel     | Partij of kartel                               | 8-10-2000 | 8-10-2000 | 8-10-2006 | 8-10-2006 | 14-10-2012 | 14-10-2012 | 14-10-2018 | 14-10-2018 | 13-10-2024 | 13-10-2024 |
| Stemmen / Zetels     | Stemmen / Zetels                               | %         | 33        | %         | 33        | %          | 33         | %          | 33         | %          | 33         |
| -------------------- | ---------------------------------------------- | --------- | --------- | --------- | --------- | ---------- | ---------- | ---------- | ---------- | ---------- | ---------- |
|                      | PVDA1/ PVDA+2                                  | 1,761     | 0         | 1,701     | 0         | 9,051      | 3          | 9,32       | 3          | 19,81      | 7          |
|                      | Agalev1/ Groen!2/ Groen3                       | 15,981    | 6         | 9,012     | 3         | 14,533     | 5          | 23,13      | 8          | 15,13      | 5          |
|                      | SP1/ sp.a-spirit2/ sp.a-CD&VB/ sp.a3/ Vooruit4 | 19,661    | 7         | 37,712    | 13        | 29,60B     | 8          | 12,63      | 4          | 13,44      | 4          |
|                      | CVP1/ CD&V-N-VAA/ sp.a-CD&VB / CD&V2           | 10,391    | 3         | 11,19A    | 4         | 29,60B     | 2          | 6,52       | 2          | 3,22       | 1          |
|                      | VU-ID1/ CD&V-N-VAA/ N-VA2                      | 2,551     | 0         | 11,19A    | 4         | 25,962     | 9          | 28,52      | 10         | 36,02      | 13         |
|                      | VLD1/ VLD-Vivant2/ Open Vld3                   | 18,641    | 7         | 12,732    | 4         | 11,473     | 3          | 8,93       | 3          | 3,33       | 1          |
|                      | Vlaams Blok1/ Vlaams Belang2                   | 28,111    | 10        | 26,962    | 9         | 9,382      | 3          | 6,92       | 2          | 6,72       | 2          |
|                      | D-SA                                           | -         |           | -         |           | -          |            | 2,7        | 1          | -          |            |
|                      | Team Fouad Ahidar                              | -         |           | -         |           | -          |            | -          |            | 1,7        | 0          |
|                      | Antwerpen Vooruit                              | -         |           | -         |           | -          |            | -          |            | 0,6        | 0          |
|                      | Burgerlijst                                    | -         |           | -         |           | -          |            | 0,8        | 0          | -          |            |
|                      | Piratenpartij                                  | -         |           | -         |           | -          |            | 0,8        | 0          | -          |            |
|                      | Nieuwe Partij                                  | -         |           | 0,7       | 0         | -          |            | -          |            | -          |            |
|                      | Vivant                                         | 2,06      | 0         | -         |           | -          |            | -          |            | -          |            |
|                      | WOW                                            | 0,85      | 0         | -         |           | -          |            | -          |            | -          |            |
| Totaal stemmen       | Totaal stemmen                                 | 84497     | 84497     | 89714     | 89714     | 87732      | 87732      | 94529      | 94529      | 66416      | 66416      |
| Opkomst %            | Opkomst %                                      | 85,67     | 85,67     |           |           | 82,98      | 82,98      | 86,6       | 86,6       | 58,9       | 58,9       |
| Blanco en ongeldig % | Blanco en ongeldig %                           | 3,57      | 3,57      | 3,92      | 3,92      | 3,34       | 3,34       | 3,4        | 3,4        | 1,4        | 1,4        |

De getallen in vetjes vormen de onderhandelde bestuursmeerderheid. De grootste partij is in kleur.

## Bezienswaardigheden
Antwerpen heeft tal van bezienswaardigheden zoals:
- Het Steen
- Onze-Lieve-Vrouwekathedraal,
- Sint-Jacobskerk[13]
- Antwerpse Zoo
- Rubenshuis
- Station Antwerpen-Centraal
- Station Antwerpen-Dam
- Koninklijk Museum voor Schone Kunsten
- Museum van Hedendaagse Kunst Antwerpen
- Museum aan de Stroom (MAS)
- Diamantmuseum (Antwerpen)

### Parken
- Park aan de Stroom, sinds 2025 een als park heraangelegd deel van de Scheldekaaien

## Cultuur

### Bijnamen
- De inwoners van de Antwerpse binnenstad staan als sinjoren en pagadders bekend.
- Inwoners van de wijk het Kiel (2020 Antwerpen) staan ook onder hun bijnaam (Kielse) ratten bekend en die van de wijk Linkeroever (2050 Antwerpen) onder hun bijnaam mosselen.
- Inwoners van Oorderen en Wilmarsdonk (2030 Antwerpen) stonden dan weer onder hun bijnamen van karotenbuters en paddenbuiken bekend.
- De Sint-Andriesparochie in de 4e wijk (of Sint-Andrieskwartier) stond dan weer bekend als de Parochie van Miserie.